# Niciak
Niciak – rodzaj niewielkich rozmiarów stolika lub wąskiej komody przeznaczony do robótek ręcznych. 
Stolik pojawił się w Anglii i Francji około połowy XVIII wieku.
Mebel ten był bardzo modny w XIX wieku. Występował w różnych formach, najczęściej w stylu eklektycznym, biedermeierowskim lub ludwikowskim.